# Ламінарія цукриста
Ламінарія цукриста (лат. Saccharina latissima) — вид бурих водоростей з роду Saccharina.
Під назвою «морська капуста» використовується в їжу. У ряді країн культивується.
Вегетативне тіло (талом) ламінарії одне з найбільших серед водоростей. Форма талома — стрічкоподібна, гладка або сітчасто-зморшкувата, ширина пластини від 1 до 13 м в довжину, в нижній частині переходить в циліндричний або придушено-циліндричний стовбур діаметром до 3-4 см і довжиною від 1 см до 1 м і більше. Наростання пластинки відбувається в зоні її примикання до стовбура.
Талом ламінарії цукристої прикріплюється до кам'янистого грунту сильно розвиненими ниткоподібними утвореннями — ризоїдами.
Краї пластин бувають рівними або хвилястими, іноді забезпеченими двома рядами бульбашковидного здуття.

## Хімічний склад
Ламінарія цукриста містить йод (2,7-3 %), велика частина якого знаходиться в вигляді йодидів (солей йодидної кислоти) (40-90 %), а також у вигляді йодорганічних з'єднань (дийодтирозин та інші).